# Feketecsőrű talegallatyúk
A feketecsőrű talegallatyúk (Talegalla fuscirostris) a madarak osztályának tyúkalakúak (Galliformes) rendjébe és az ásótyúkfélék (Megapodiidae) családjába tartozó faj.

## Előfordulása
Indonézia és Pápua Új-Guinea síkvidéki erdeiben honos.

## Alfajok
- Talegalla fuscirostris aruensis (Roselaar, 1994)
- Talegalla fuscirostris meyeri (Roselaar, 1994)
- Talegalla fuscirostris fuscirostris (Salvadori, 1877)
- Talegalla fuscirostris occidentis (C.M.N. White, 1938)